# Gonodonta mexicana
Gonodonta mexicana là một loài bướm đêm trong họ Noctuidae.